# Conseil départemental de la Mayenne
Le conseil départemental de la Mayenne est l'assemblée délibérante du département français de la Mayenne, collectivité territoriale décentralisée. Son siège se trouve à Laval.

## Composition

### Le président
Le président est Olivier Richefou (UDI), ancien maire de Changé, vice-président de Laval Agglomération et président de l'UDI-53.
L'ancien président était Jean Arthuis, depuis 1992. À la suite de sa prise de mandat en tant que député européen, il nomma Olivier Richefou comme son remplaçant pour la fin de son sextennat. Il fut ensuite réélu.

### Les vice-présidents
Au 28.06.2023 les vice-présidences sont ainsi distribuées :
- Nicole Bouillon (LR)  1re vice-présidente
- Vincent Saulnier (UDI), 2e vice-président
- Julie Duchoin (DVD), 3e vice-présidente
- Gwénaël Poisson (DVD), 4e vice-président
- Jacqueline Arquanger (DVD), 5e vice-président
- Gérard Dujarrier (DVD), 6e vice-président
- Corinne Segrétain (LR), 7e vice-présidente (LR)
- Joël Balandraud (UDI) 8e vice-président
- Sylvie Vielle (DVD), 9e vice-présidente
- Claude Tarlevé (UDI), 10e vice-président

### Les conseillers départementaux
| Canton              | Conseiller départemental    | Parti | Parti |
| ------------------- | --------------------------- | ----- | ----- |
| Azé                 | Dominique de Valicourt      |       | DVD   |
| Azé                 | Benoît Lion                 |       | DVD   |
| Bonchamp-lès-Laval  | Gwénaël Poisson             |       | DVD   |
| Bonchamp-lès-Laval  | Sylvie Vielle               |       | DVD   |
| Château-Gontier     | Aurélie Mahier              |       | UDI   |
| Château-Gontier     | Vincent Saulnier            |       | UDI   |
| Cossé-le-Vivien     | Élisabeth Doineau           |       | UDI   |
| Cossé-le-Vivien     | Christophe Langouet         |       | LREM  |
| Ernée               | Jacqueline Arcanger         |       | DVD   |
| Ernée               | Claude Tarlevé              |       | UDI   |
| Évron               | Joël Balandraud             |       | UDI   |
| Évron               | Sandrine Galloyer           |       | DVD   |
| Gorron              | Jean-Marc Allain            |       | LREM  |
| Gorron              | Françoise Duchemin          |       | LREM  |
| L'Huisserie         | Christian Briand            |       | DVG   |
| L'Huisserie         | Christine Dubois            |       | DVG   |
| Lassay-les-Châteaux | Magali d'Argentré           |       | DVD   |
| Lassay-les-Châteaux | Gérard Dujarrier            |       | DVD   |
| Laval-1             | Antoine Caplan              |       | PS    |
| Laval-1             | Nadège Davoust              |       | EÉLV  |
| Laval-2             | Antoine Leroyer             |       | EÉLV  |
| Laval-2             | Marie-Laure Le Mée Clavreul |       | DVG   |
| Laval-3             | Bruno Bertier               |       | DVG   |
| Laval-3             | Camille Pétron              |       | PCF   |
| Loiron              | Nicole Bouillon             |       | LR    |
| Loiron              | Louis Michel                |       | UDI   |
| Mayenne             | Antoine Valprémit           |       | DVG   |
| Mayenne             | Stéphanie Lefoulon          |       | DVG   |
| Meslay-du-Maine     | Sylvain Rousselet           |       | DVD   |
| Meslay-du-Maine     | Julie Ducoin                |       | DVD   |
| Saint-Berthevin     | Olivier Richefou            |       | UDI   |
| Saint-Berthevin     | Corinne Segrétain           |       | LR    |
| Villaines-la-Juhel  | Christelle Auregan          |       | LR    |
| Villaines-la-Juhel  | Jean-François Sallard       |       | DVD   |

Le conseil général de la Mayenne comprend 34 conseillers départementaux issus des 17 cantons de la Mayenne.
| Président du Conseil départemental   |       |       |      |                                         |
| Olivier Richefou (UDI)               |       |       |      |                                         |
| Parti                                | Sigle | Sigle | Élus | Groupes                                 |
| Majorité (20 sièges)                 |       |       |      |                                         |
| Divers droite                        |       | DVD   | 12   | La Mayenne ensemble                     |
| Union des démocrates et indépendants |       | UDI   | 5    | La Mayenne ensemble                     |
| Les Républicains                     |       | LR    | 3    | La Mayenne ensemble                     |
| Opposition (14 sièges)               |       |       |      |                                         |
| Divers gauche                        |       | DVG   | 6    | Pour la Mayenne Écologique et Solidaire |
| Europe Écologie - Les Verts          |       | EÉLV  | 2    | Pour la Mayenne Écologique et Solidaire |
| Parti socialiste                     |       | PS    | 1    | Pour la Mayenne Écologique et Solidaire |
| Parti communiste français            |       | PCF   | 1    | Pour la Mayenne Écologique et Solidaire |
| La République en marche              |       | LREM  | 3    | Pour l'Alternative                      |
| Union des démocrates et indépendants |       | UDI   | 1    | Pour l'Alternative                      |

## Budget
Le département de la Mayenne a un budget de 341 millions d'euros en 2018, dont un peu moins de la moitié ira vers le social (150 millions d'euros)
Le département de la Mayenne avait pour 2012 un budget de 317,4 millions d'euros

## Histoire

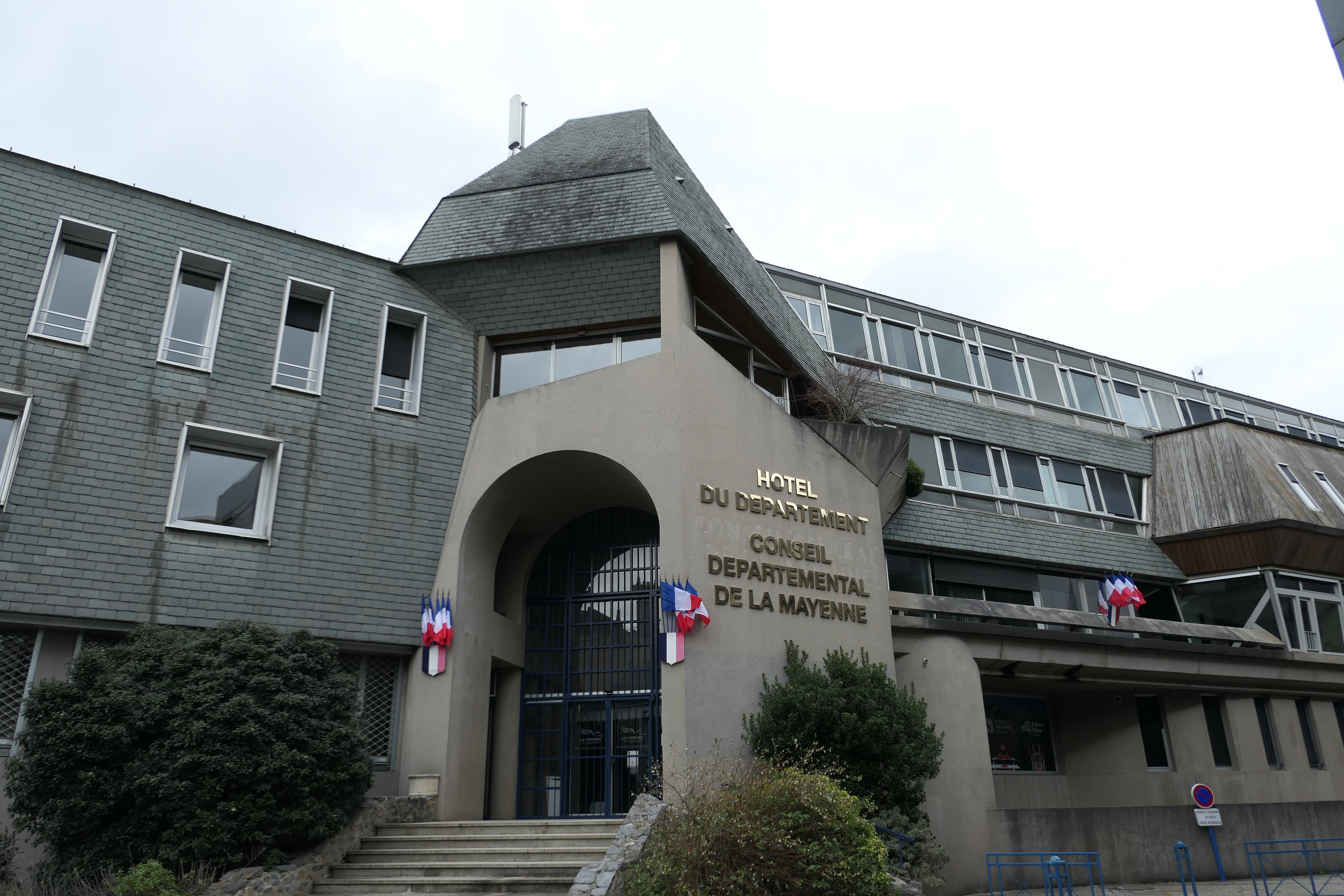
Entrée de l'hôtel du département, rue Mazagran, à Laval.

De mars 1992 à juin 2014, le président du conseil général de la Mayenne est Jean Arthuis (UDF) puis MoDem puis AC/UDI).
Tête de liste de L'Alternative dans la circonscription Ouest lors des élections européennes de 2014, il est élu député européen et démissionne de son poste de président du conseil général le 13 juin 2014. Dix jours plus tard il est remplacé par Olivier Richefou.

### Origine du conseil général
Le conseil général est un organe administratif créé dans le cadre de la loi concernant la division du territoire de la République et l’administration du 28 pluviôse an VIII (17 février 1800). Ceux-ci sont nommés par le chef d’État de 1800 à 1833.
Sous la monarchie de Juillet, la loi du 22 juin 1833 instaure l’élection des conseillers généraux au suffrage censitaire dans le cadre d’une circonscription électorale : le canton.
Un décret du 5 mars 1848 du Gouvernement provisoire met en place le suffrage universel lors des élections cantonales.

### Liste des présidents
| Période | Président               | Président                                  | Parti | Parti                        | Autres mandats |
| --- | ----------------------- | ------------------------------------------ | ----- | ---------------------------- | --- |
| Le chef d’État, lors du Consulat et du Premier Empire nomme les membres du conseil général |                         |                                            |       |                              | |
| 1800-1814 |                         | Mathurin Julien Dalibourg                  |       |                              | |
| Le chef d’État, lors de la Seconde Restauration nomme les membres du conseil général |                         |                                            |       |                              | |
| 1815-1830 |                         | Charles Gaspard Élisabeth Joseph de Bailly |       |                              | |
| Par ordonnance du 7 janvier 1831, le gouvernement de la monarchie de Juillet nomme les membres du conseil général avant une première élection effectuée en 1833.                                                                                       |                         |                                            |       |                              | |
| 1833-1836 -1838 |                         |                                            |       |                              | |
| 1838-1839 |                         | Antoine Guédon                             |       |                              | |
| 1839-1842 -1845 -1846 |                         | Antoine Guédon                             |       |                              | |
| 1846-1848 |                         | Paul Boudet                                |       |                              | |
| |                         |                                            |       |                              | |
| 1848-1852 |                         | Paul Boudet                                |       |                              | |
| |                         |                                            |       |                              | |
| 1852-1855 -1858 -1861 -1864 -1867 -1870 |                         | Paul Boudet                                |       |                              | |
| |                         |                                            |       |                              | |
| 1871-1873 |                         | Étienne Duboys Fresney                     |       |                              | |
| 1874-1877 |                         | Paul Boudet                                |       |                              | |
| 1878-1880 -1883 |                         | Étienne Duboys Fresney                     |       |                              | |
| 1884-1886 |                         | Gustave Denis                              |       | GR                           | |
| 1886-1887 |                         | Charles Théophile de Plazanet              |       | Mona.                        | |
| 1887-1889 |                         | Gustave Denis                              |       | GR                           | |
| 1889-1891 |                         | Charles Théophile de Plazanet              |       | Mona.                        | |
| 1891-1892 -1895 -1898 -1901 -1904 -1907 -1910 -1913 -1919 -1922 |                         | Gustave Denis                              |       | GR                           | |
| 1924-1925 -1928 -1931 -1934 -1937 | Eugène Jamin            | Eugène Jamin                               |       | AD                           | Maire de Laval (1919-1933). Sénateur de la Mayenne (1924-1933).                                                         |
| 1934-1937 -1940 | Jean Chaulin-Servinière | Jean Chaulin-Servinière                    |       | AD                           | Maire de Javron-les-Chapelles (1910-1940). Député de la Mayenne (1910-1919/1928-1942).                                  |
| Suppression du conseil général par le Régime de Vichy en octobre 1940. Jean Chaulin-Servinière est nommé à la tête de la Commission administrative mise en place par le nouveau pouvoir, puis devient président du conseil départemental en août 1942. |                         |                                            |       |                              | |
| 1945-1949 -1951 1955-1958 1982-1985 1958-1961 -1964 -1967 -1970 |                         | Francis Le Basser                          |       | RPF, UNR, UDR                | Maire de Laval (1956-1971). Sénateur de la Mayenne (1948-1971).                                                         |
| 1973-1976 -1979 -1982 -1985 -1988 -1992 |                         | René Ballayer                              |       | CD, UDF-CDS                  | Maire d'Ernée (1958-1989). Sénateur de la Mayenne (1974-1989).                                                          |
| 1992-1994 -1998 2001-2004 -2008 -2011 -2014 | Jean Arthuis            | Jean Arthuis                               |       | UDF-CDS, UDF-FD, UDF, UDI-AC | Maire de Château-Gontier (1971-2001). Sénateur de la Mayenne (1983-2011). Plusieurs fois secrétaire d'État et ministre. |
| Depuis 2014 |                         | Olivier Richefou                           |       | UDI-AC, UDI                  | Maire de Changé (2008-2014)                                                                                             |

Les dates en italiques représentent les changements en cours de mandat.

## Identité visuelle

Logo de la Mayenne (conseil général) de 1988 à 2015
Logo de la Mayenne (conseil départemental) 2015 à 2018

## Sponsoring sportif
Le conseil départemental de la Mayenne est partenaire du navigateur Maxime Sorel. Il le soutient dans le Vendée Globe 2020-2021, à la barre de V and B Mayenne. Il le soutient dans son projet de Vendée Globe 2024-2025, à la barre de V and B-Monbana-Mayenne.